# لوون ماراشلیان
لوون ماراشلیان (انگلیسی: Levon Marashlian زاده ۱۸ دسامبر ۱۹۴۸) یک تاریخ‌نگار، محقق و استاد دانشگاه ارمنی‌تبار اهل ایالات متحده آمریکا بود.